# Morir en primavera
Morir en primavera es el quinto álbum de estudio del cantante español Loquillo, junto a la banda Trogloditas, publicado en 1988. Fue grabado en Ibiza y editado por Hispavox, y se convirtió en otro trabajo multiventas en uno de los momentos de mayor popularidad y éxito del grupo. Del disco quedaron marcados como éxitos imprescindibles en sus conciertos hasta el día de hoy temas como El rompeolas, Todo el mundo ama a Isabel o Besos robados. Aún se considera uno de los trabajos favoritos de los fanes de Loquillo y Trogloditas y básico para comprender su carrera. En su contraportada se podía leer una frase que desde entonces les acompañaría: A nuestros enemigos porque ellos nos dan la fuerza para seguir adelante.
En el momento del lanzamiento del disco Loquillo y Trogloditas eran:
- Loquillo - Voz.
- Sabino Méndez - Guitarra.
- Ricard Puigdomènech - Guitarra.
- Josep Simón - Bajo.
- Jordi Vila - Batería.
- Sergio Fecé - Teclados.

## Lista de canciones
1. Morir En Primavera (1.56)
2. La mala reputación (versión) (2.24)
3. Todo El Mundo Ama A Isabel (3.10)
4. El rompeolas (4.48)
5. Dioses (4.24)
6. Domingo En Mi Ciudad (5.15)
7. Besos Robados (3.44)
8. La Policía (2.50)
9. Magnolia (3.43)
10. La Guerra Civil (4.30)
11. Siempre Vestida De Negro (2.45)
12. En Dino's A Las Diez (3.20)
13. Besos Robados (versión country) (4.03)

- Datos: Q6024247